# Fenômeno entóptico
Em oftalmologia, o fenômeno entóptico se caracteriza por uma estimulação visual cuja fonte são os próprios olhos, por exemplo, a visão dos vasos ou dos glóbulos sanguíneos oculares, que circulam no corpo vítreo.

## Exemplos de fenômenos entópticos
- Fosfenos, manchas luminosas originadas pela estimulação mecânica dos olhos, principalmente ao esfregar as pálpebras com bastante pressão, ou as manchas luminosas que persitem na obscuridade após a curta fixação de uma fonte luminosa.
- Moscas volantes, afecção ocular que se manifesta como um conjunto de manchas, pontos ou filamentos suspensos no campo visual.